# Truman Show
Truman Show (ang. The Truman Show) – tragikomedia produkcji amerykańskiej z 1998 roku w reżyserii Petera Weira. Film jest również satyrą na stan współczesnej kultury rodzącej problemy tożsamościowe.

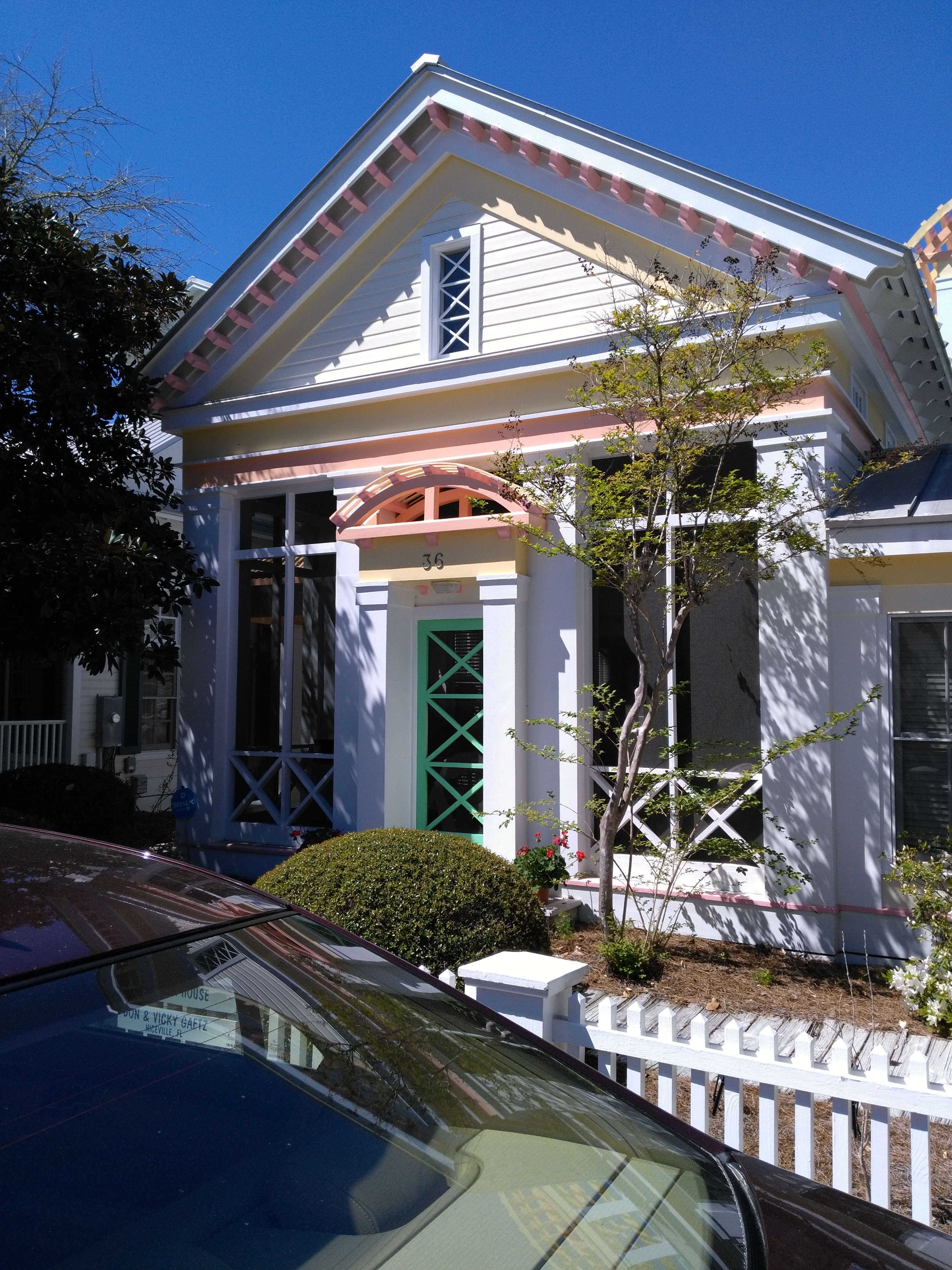
Dom w Seaside na Florydzie wykorzystany w filmie.

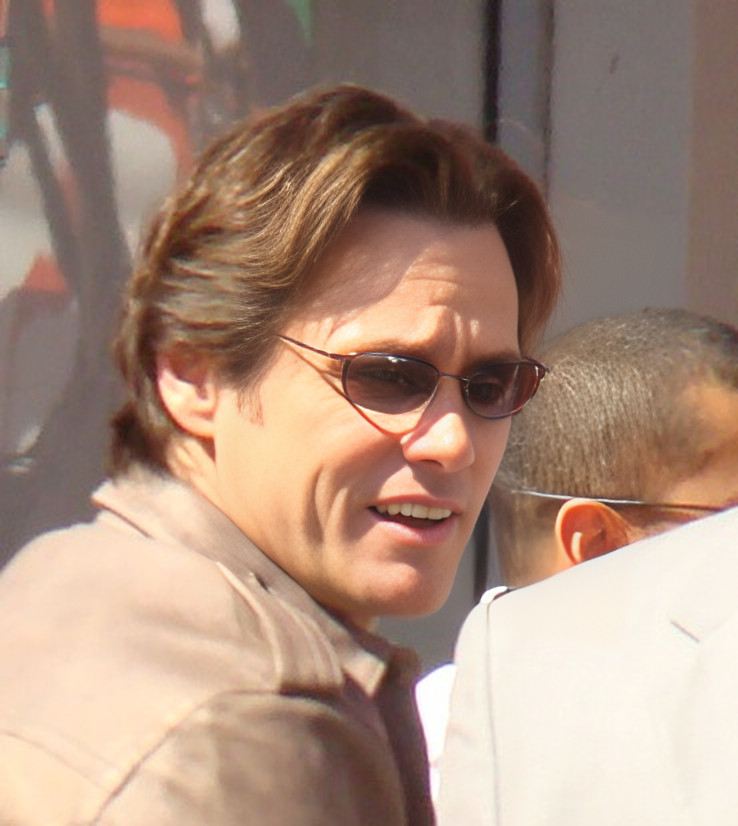
Jim Carrey

## Opis fabuły
Truman Burbank to 30-letni agent ubezpieczeniowy. Ma kochającą żonę i rodzinę, wiedzie przeciętne życie w spokojnym miasteczku. Truman ma jednak cały czas wrażenie, że ktoś go obserwuje.
Nie myli się. Jest nieświadomą gwiazdą reality show trwającego od dnia jego narodzin. Wszyscy otaczający go ludzie są aktorami. Jego życie śledzi ponad 5000 kamer, reżyser zaś decyduje nawet o panującej na planie pogodzie. Truman zaczyna się czegoś domyślać, staje się coraz bardziej podejrzliwy, aż w końcu poznaje smutną prawdę o otaczającym go świecie.

## Obsada
- Jim Carrey – Truman Burbank
- Ed Harris – Christof
- Laura Linney – Meryl Burbank/Hannah Gill
- Noah Emmerich – Marlon/Louis Coltrane
- Natascha McElhone – Lauren Garland/Sylvia
- Holland Taylor – pani Burbank
- Brian Delate – Kirk Burbank
- Blair Slater – Młody Truman
- Peter Krause – Lawrence
- Heidi Schanz – Vivien
- Ron Taylor – Ron
- Don Taylor – Don
- Ted Raymond – Spencer
- Judy Clayton – Travel Agent
- Fritz Dominique – sąsiad Trumana
- Angel Schmiedt – sąsiad Trumana

## Nagrody
- Złote Globy 1999
  - Ed Harris – najlepszy aktor drugoplanowy
  - Jim Carrey – najlepsza rola męska w dramacie
  - Philip Glass – najlepsza muzyka
  - Peter Weir – najlepszy reżyser (nominacja)
  - Andrew Niccol – najlepszy scenariusz (nominacja)

- MTV Movie Awards 1999
  - Jim Carrey – najlepszy aktor

- BAFTA 1999
  - Dennis Gassner – najlepsza scenografia
  - Andrew Niccol – najlepszy scenariusz
  - najlepszy film (nominacja)
  - Ed Harris – najlepszy aktor drugoplanowy (nominacja)
  - Peter Biziou – najlepsze zdjęcia (nominacja)
  - Adam Schroeder – najlepszy film (nominacja)

- Oscary 1999
  - Ed Harris – najlepszy aktor drugoplanowy (nominacja)
  - Peter Weir – najlepszy reżyser (nominacja)
  - Andrew Niccol – najlepszy scenariusz (nominacja)

- Saturny 1999
  - Jim Carrey – najlepszy aktor (nominacja)
  - Peter Weir – najlepszy reżyser (nominacja)

- Nagrody Australijskiego Instytutu Filmowego
  - Peter Weir – najlepszy film zagraniczny (nominacja)

- Nagroda Hugo 1999
  - najlepsza prezentacja dramatyczna[2]

## Syndrom Trumana
Joel Gold, amerykański psychiatra z Bellevue Hospital, użył na konferencji medycznej w 2006 roku określenia Truman Syndrome w odniesieniu do kilku rozpoznanych przez siebie przypadków zespołu urojeniowego, którego objawem było przekonanie o mimowolnym udziale w programie telewizyjnym i byciu obserwowanym przez kamery. Źródła niemedyczne podają, że Joel Gold wraz z bratem Ianem opisali już 50 przypadków zespołu Trumana. Dotknięte nim osoby były przekonane, że są ciągle pod obserwacją i że każdy ich krok jest śledzony przez kamery, dzięki czemu szeroka publiczność może oglądać ich życie w telewizji.
Według Golda, tym, co wyróżnia zespół Trumana spośród innych podobnych zespołów urojeniowych, jest zasięg urojeń, nieograniczony jedynie do wąskiego wycinka rzeczywistości, lecz obejmujący cały świat pacjenta.
Nazwa „Truman syndrome” została również użyta w podobnym kontekście przez psychiatrów brytyjskich, którzy jednak nie wyodrębnili zespołu Trumana jako osobnego zaburzenia, lecz nazwali w ten sposób objawy początkowego stadium jednej z odmian schizofrenii, obejmujące przekonanie o nierzeczywistości otoczenia i byciu obserwowanym.